# Dexícrates
Dexícrates (en llatí Dexicrates, en grec antic Δεξικράτης) fou un poeta còmic atenenc de la nova comèdia que es podria situar al segle IV o III aC.
D'ell només es conserven dues línies que cita Ateneu de Naucratis (Deipnosophistae 3. 124b) de la seva obra Ὑφ 'ἑαυτῶν πλανώμενοι. L'enciclopèdia Suides diu que Dexícrates era originari d'Atenes. El gramàtic Eli Herodià el menciona breument.